# Friedrich Wilhelm Hurrelbrinck
Friedrich Wilhelm Hurrelbrinck (* 2. Februar 1806 in Herford; † 22. Mai 1877 in Stettin) war ein preußischer Generalleutnant.

## Leben

### Herkunft
Friedrich war ein Sohn des Kaufmanns Heinrich Friedrich Hurrelbrinck und dessen Ehefrau Marie Dorothea, geborene Schröder.

### Militärkarriere
Hurrelbrinck trat im Jahr 1824 als Kanonier in die 4. Artillerie-Brigade der Preußischen Armee ein und absolvierte 1827/29 die Vereinigte Artillerie- und Ingenieurschule. Zwischenzeitlich wurde er zum Portepeefähnrich befördert und in die 7. Artillerie-Brigade. Nach seinem erfolgreichen Abschluss avancierte Hurrelbrinck zum überzähligen Sekondeleutnant und wurde am 20. Dezember 1830 einrangiert. Er stieg Mitte März 1842 zum Premierleutnant auf und wurde am 13. Februar 1847 unter Beförderung zum Hauptmann als Kompaniechef in das 1. Artillerie-Regiment versetzt. Von dort kam er am 14. Januar 1851 als Artillerieoffizier vom Platz in die Festung Glatz. Daran schloss sich vom 22. Juli 1852 bis zum 26. Juni 1854 eine Verwendung als Batteriechef im 6. Artillerie-Regiment an. Anschließend wurde Hurrelbrinck mit der Beförderung zum Major als Abteilungskommandeur in das 1. Artillerie-Regiment versetzt. In dieser Eigenschaft stieg er am 31. Mai 1859 zum Oberstleutnant auf. Am 5. November 1859 beauftragte man Hurrelbrinck mit der Wahrnehmung der Geschäfte als Chef des Generalstabes der Generalinspektion der Artillerie und am 1. Juni 1860 erfolgte seine Ernennung zum Stabschef. Zudem war er seit dem 5. November 1859 auch Mitglied der Prüfungskommission für Premierleutnants der Artillerie. Am 14. Dezember 1860 erhielt er das Komturkreuz des Ordens Philipps des Großmütigen.
Anlässlich der Krönungsfeierlichkeiten von König Wilhelm I. wurde Hurrelbrinck am 18. Oktober 1861 zum Oberst befördert und am 23. Oktober 1863 als Chef des Artillerie-Abteilung in das Kriegsministerium versetzt sowie am 2. Februar 1864 von seinen Aufgabe bei der Prüfungskommission entbunden. Er wurde am 11. Juni 1864 mit dem Orden der Heiligen Anna II. Klasse ausgezeichnet. Unter Belassung in seiner Stellung im Kriegsministerium und unter Stellung à la suite des 1. Pommerschen Feldartillerie-Regiments Nr. 2 wurde Hurrelbrinck am 25. Juni 1865 zum Kommandeur der 2. Artillerie-Brigade in Stettin ernannt. Nachdem man ihn am 18. April 1865 von seinem Verhältnis im Kriegsministerium entbunden hatte, avancierte er am 18. Juni 1865 zum Generalmajor und nahm 1866 während des Deutschen Krieg als Kommandeur der Artillerie des II. Armee-Korps an den Schlachten bei Gitschin und Königgrätz teil. Für sein Wirken wurde er mit dem Roten Adlerorden II. Klasse mit Eichenlaub und Schwertern am Ringe ausgezeichnet. Am 22. März 1868 wurde ihm der Charakter als Generalleutnant verliehen und am 23. Mai 1868 stellte man ihn mit Pension zur Disposition. Er erhielt am 7. März 1873 seinen Abschied mit Pension und starb am 22. Mai 1877 in Stettin.

### Familie
Hurrelbrinck heiratete am 11. Februar 1839 in Luxemburg Julie von Stappers (1814–1862), eine Tochter des niederländischen Oberforstbeamten Alexander von Stappers.